# Phemeranthus punae
Phemeranthus punae är en källörtsväxtart som först beskrevs av Robert Elias Fries, och fick sitt nu gällande namn av Urs Eggli och Nyffeler. Phemeranthus punae ingår i släktet Phemeranthus och familjen källörtsväxter. Inga underarter finns listade i Catalogue of Life.